# Pycnophyllum bryoides
Pycnophyllum bryoides là loài thực vật có hoa thuộc họ Cẩm chướng. Loài này được (Phil.) Rohrbach miêu tả khoa học đầu tiên năm 1870.